# Ruger 10/22
Ruger 10/22 är en halvautomatisk karbin som tillverkas av Sturm Ruger & Co i kaliber .22LR. Karbinen använder ett 10-skotts roterande magasin men större magasin finns tillgängliga. Ruger 10/22 har tillverkats i mer än 6 miljoner exemplar sedan 1964 vilket gör det till ett av världens vanligaste karbiner.  Vapnet är inte delbart utan verktyg, men levereras med ett enkelt vapenlås som ska användas vid transport.

## Konstruktion
Ruger 10/22 använder principen blow back, vilket betyder att det är gastrycket mot botten på den nyligen avfyrade patronen som pressar slutstycket bakåt för att ladda om vapnet. Det enda som håller slutstycket stängt vid avfyrning är slutstyckets tröghetsmoment samt kraften av rekylfjädern. Denna konstruktion är vanlig på vapen med finare kalibrar, på grund av de höga gastrycken i centrumantänd ammunition är den sällsynt i dessa konstruktioner. Pipan fästs i lådan med hjälp av ett v-format block och två skruvar vilket gör pipbyte relativt enkelt. Ett fåtal verktyg behövs för att demontera vapnet, insexskruvarna har dock amerikanska tummått. På lådans ovankant finns skruvhål för att fästa en skena med både weaver klackar och 11 mm spår, det bakre siktet kan fällas ned för att inte vara i vägen för kikarsiktet. Säkringen är av crossbolt-typ, en knapp på sidan trycks in som mekaniskt blockerar avtryckaren.
Slutstycket fastnar inte i öppet läge efter sista skottet, men man kan manuellt låsa slutstycket i öppet läge med en knapp på avtryckarhuset. Pipan hålls på plats i stocken med ett pipband som spänns med en insexnyckel, detta gör att pipan inte är friflytande.  

## Versioner
Sedan 1964 har ett stort antal versioner tillverkats av Ruger 10/22 med olika stock och pipa. 2012 kom även en takedown-modell med en pipa som är löstagbar utan verktyg. 2004 började Ruger tillverka en modell med kaliber .17 HMR men denna gick ur produktion efter en kort period Det gjordes även en modell med kaliber .22WMR under ett par år. Idag finns ett antal olika versioner med varmint pipa som är tjockare och ska ge ökad precision. Det finns även en kompakt modell med kortare pipa, både syntet och trästock är tillgängliga. Följande versioner av 10/22 tillhandahålls av Ruger:
- Carbine
- Takedown
- Takedown lite
- Target lite
- Compact
- Tactical
- Sporter

Ruger hade 2014 en tävling där man kunde delta med designförslag på en jubileumsmodell som firade att Ruger 10/22 hade tillverkats i 50 år, den resulterande modellen fick bland annat picatinnyfäste, flamdämpare och en uppgraderad plaststock. Pipan gjordes i rostfritt stål.

## Tillbehör

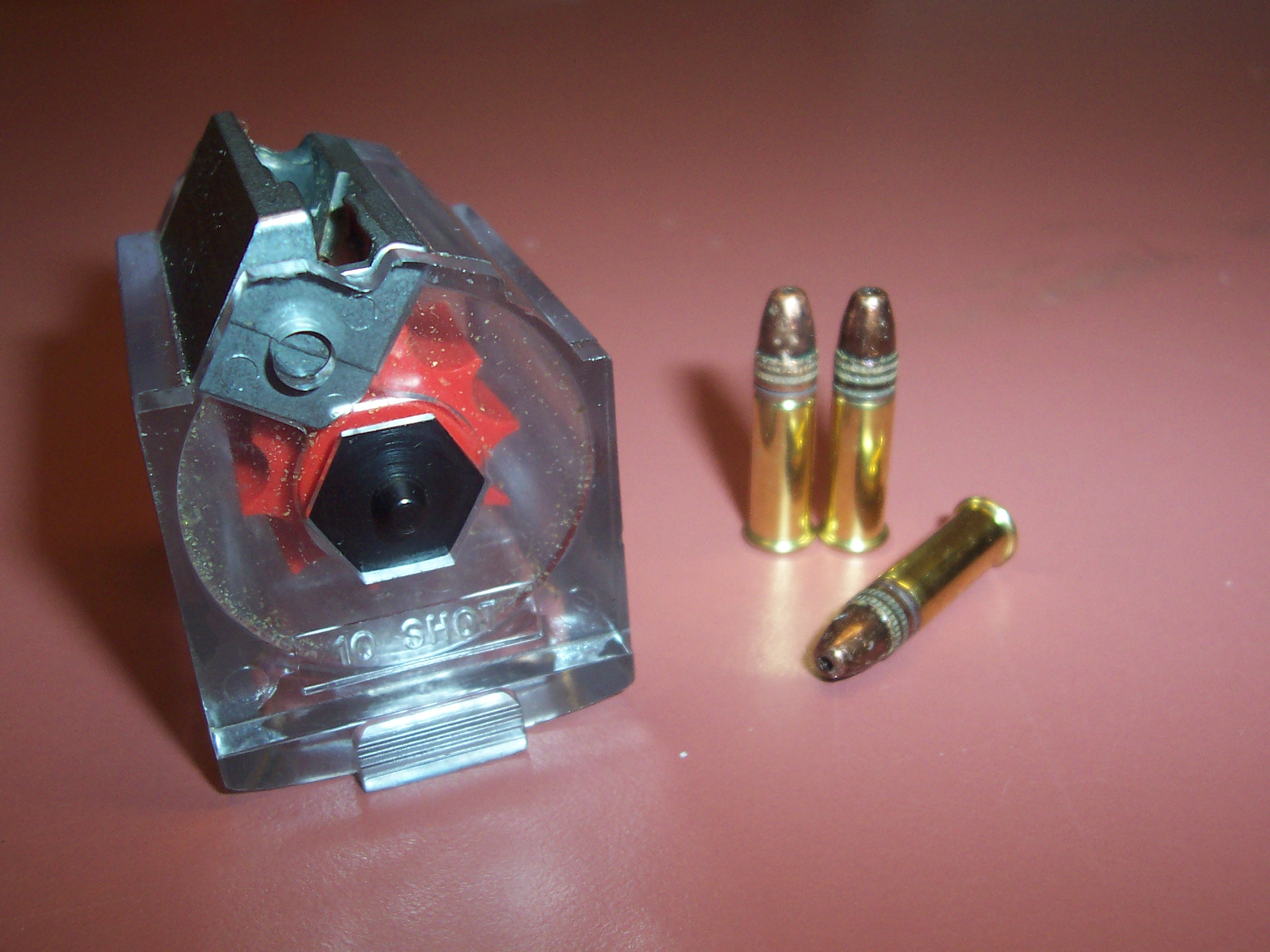
Magasin till Ruger 10/22

Eftermarknaden är stor med många tillbehör att välja mellan. Ruger själva tillverkar en produktserie som heter BX, där det erbjuds bland annat avtryckare med lägre vikt (BX Trigger, ställbar ner till 1300 gram istället för 3 kg) samt magasin med 25 skott(BX25). Företaget Kidd tillverkar numera så många eftermarknadsdelar att man kan bygga en helt ny Ruger 10/22 med i stort sett enbart dessa delar. Volquartsen tillverkar eftermarknadsdelar som riktar sig mot precisionsskytte, med produkter som slutstycken, lådor och avtryckare.
Man kan inte med enkelhet avlägsna en vital del från Ruger 10/22 för att frakta vapnet på ett säkert sätt, istället får man använda ett patronlägeslås som medföljer vid köpet. Slutstycket är vital del, men vapnet måste demonteras för att avlägsna delen.

## Användning
Ruger 10/22 är framförallt designad för jakt och rekreationsskytte, kaliber .22LR gör att geväret hamnar i klass 4 och kan användas för att jaga bland annat kanin och mindre fåglar. Israeliska försvaret har använt Ruger 10/22 som ljuddämpat prickskyttevapen.  Träffsäkerheten i en original Ruger 10/22 med standardammunition kan förväntas vara cirka 25 mm på 50 meter, dvs cirka 2 minutvinklar.

## Popularitet
Ruger 10/22 har blivit så populär att andra vapentillverkare har gjort gevär med liknande egenskaper, dessa inkluderar Remington 597, Mossberg Plinkster  och Marlin Model 60 Totalt har mer än 5 miljoner exemplar av Ruger 10/22 tillverkas i olika modeller.